# کریستوفر کادول

کریستوفر کادول

کریستوفر کادول (به انگلیسی: Christopher Caudwell) با نام اصلی کریستوفر سنت جان اسپریگ (به انگلیسی: Christopher St John Sprigg) (زاده ۲۰ اکتبر ۱۹۰۷ - درگذشته ۱۲ فوریه ۱۹۳۷) فیلسوف، متفکر، شاعر و نویسندهٔ انگلیسی، که در دههٔ ۳۰ به مارکسیسم گروید و در نزاع برای جمهوری‌خواهی در ۱۹۳۷، در اسپانیا، کشته شد.
آثار او در زمینهٔ تحلیل مارکسیستی از ادبیات و هنر، آثار کلاسیکی به‌شمار می‌روند.

## کتابشناسی
- فریب و واقعیت
- بحران در فیزیک (۱۹۳۹)
- مطالعاتی بیش‌تر در فرهنگی در حال احتضار

## ترجمه از فارسی
تاکنون کتاب‌ها و مقالات زیر از کریستوفر کادول به زبان فارسی ترجمه شده و به چاپ رسیده‌اند.
- کوئدول، کریستوفر، آزادی: بررسی یک توهم بورژوایی، ترجمۀ ع. نوریان و ر. نفیسی، در آزادی چیست؟، تهران: جهان کتاب، ۱۳۵۷.
- ک‍ادول‌، ک‍ری‍س‍ت‍وف‍ر، ب‍زرگ‍ان‌ ف‍ره‍ن‍گ‌ م‍ح‍ت‍ض‍ر: چ‍ه‍ار م‍ق‍ال‍ه‌ درب‍ارۀ‌ ب‍رن‍اردش‍ا، ف‍روی‍د، لارن‍س‌ ع‍رب‍س‍ت‍ان‌ و م‍ف‍ه‍وم‌ ع‍ش‍ق‌، ت‍رج‍م‍ۀ ح‌. اس‍دپ‍ور پ‍ی‍ران‍ف‍ر، بی‌جا: حقیقت، چاپ اول: ۱۳۵۴.
- کادول، کریستوفر، وهم و واقعیت: پژوهش در خاستگاه‌های شعر، ترجمۀ کاظم فیروزمند، تهران: ثالث، ۱۳۸۸.